# Nadir Mandioni
Nadir Mandioni (* 2. Mai 1974 im Tessin) ist ein ehemaliger Schweizer Eishockey-Schiedsrichter.

## Leben
Mandioni wuchs in der Stadt Kloten auf und spielte als Kind für den EHC Kloten Eishockey. Er lernte den Beruf des Elektronikers bei der dort ansässigen Fluggesellschaft Swissair und erlangte an der Ingenieurschule Rapperswil einen Abschluss als Diplom-Elektroingenieur HTL. Von 1998 bis 2006 arbeitete er für die IMV-Gruppe, die seit 2001 zu GE Consumer & Industrial gehört. Nach einer Pause, in der Mandioni als professioneller Schiedsrichter arbeitete, war er drei Jahre für den Energiedienstleistungskonzern Axpo tätig. 2011 wurde er Geschäftsführer der Newave Energy AG (seit 2012 Teil der ABB), die wie die IMV auf USV-Anlagen spezialisiert ist.
Mandioni ist verheiratet, hat zwei Kinder und lebt in der Gemeinde Winkel.

## Sportlicher Werdegang
Seine ersten Spiele als Schiedsrichter leitete Nadir Mandioni 1990, als er seine Karriere in Amateurligen begann. 1994 wurde er erstmals in die Schweizer Nationalliga A berufen, in der er in den ersten sieben Jahren als Linienrichter und ab 2000 als Haupt-Schiedsrichter eingesetzt wurde. Im Jahr 2006 unterzeichnete er bei der Swiss Ice Hockey Federation einen Profi-Vertrag und gab seinen Job als Elektroingenieur auf, kehrte jedoch zwei Jahre danach wieder in seinen Beruf zurück.
Nadir Mandioni war bei einigen internationalen Turnieren als Unparteiischer eingeteilt. So leitete er Spiele der Weltmeisterschaften 1999 und 2000 sowie der U20/U18-Weltmeisterschaften 1999, 2000, 2006 und 2007.
Seine letzten Spiele leitete er in der National League A 2016/17.